# GCI (spoorwegrijtuig)
Het rijtuigtype GC, later GCI (Grande Capacité et Intercirculation), is een voormalige serie van 2876 houten spoorwegrijtuigen van de Belgische Staatsspoorwegen voor binnenlands verkeer, gebouwd in de jaren 1890-1911 en in actieve dienst tot 1965.

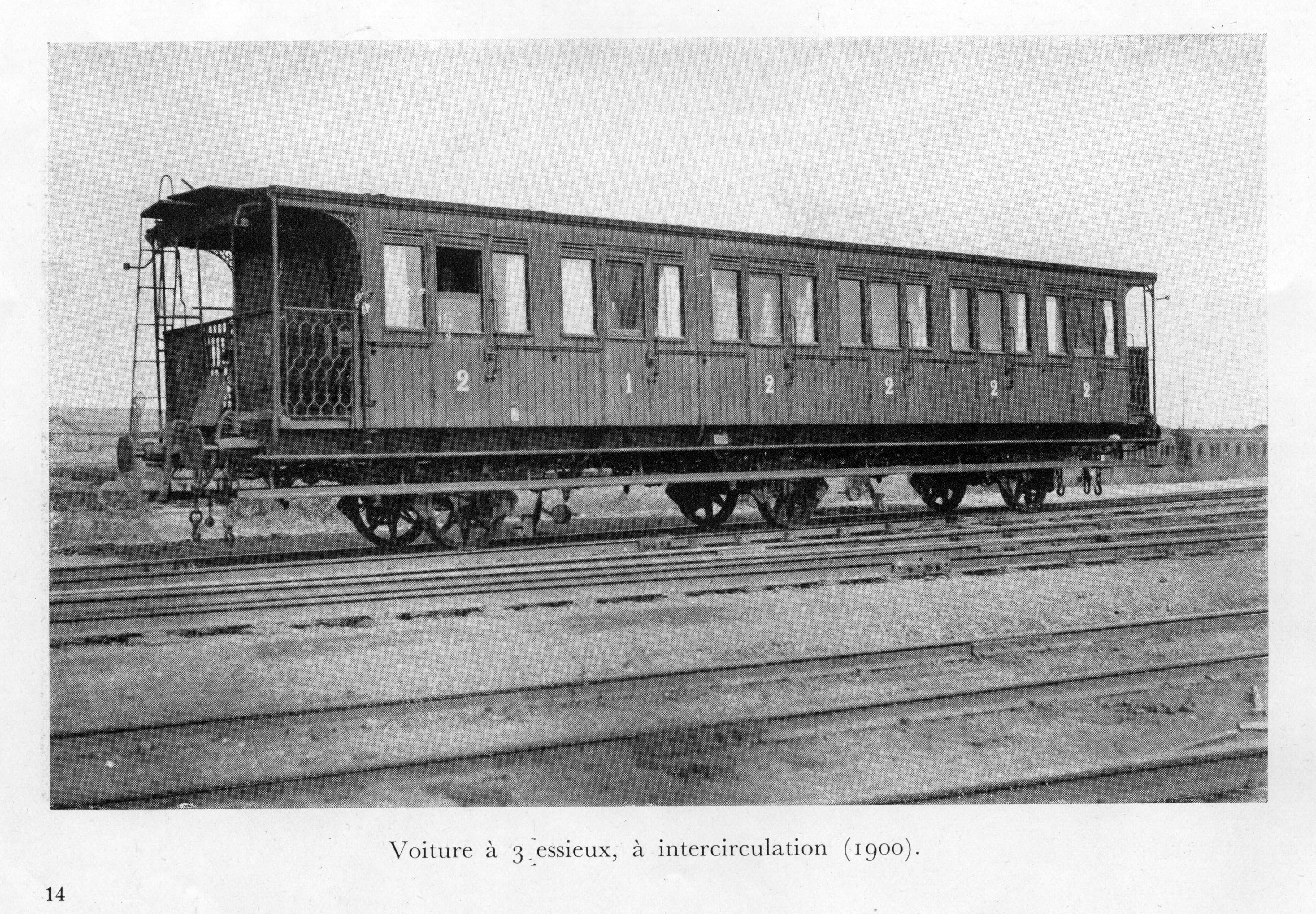
Rijtuig voor eerste en tweede klasse met twee open eindbalkons

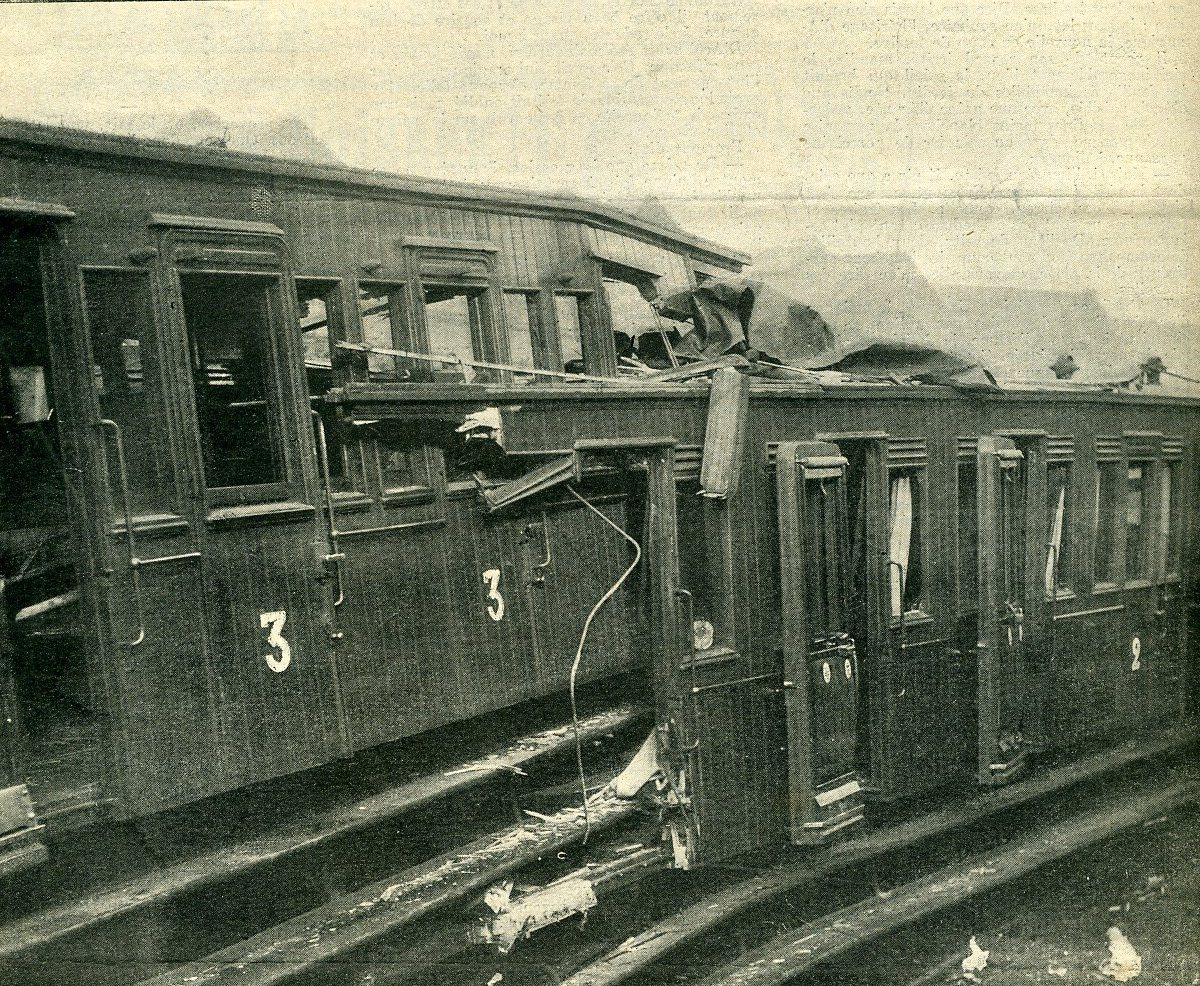
Twee houten GCI-rijtuigen vernietigd bij treinongeluk te Schaarbeek, 15 februari 1904

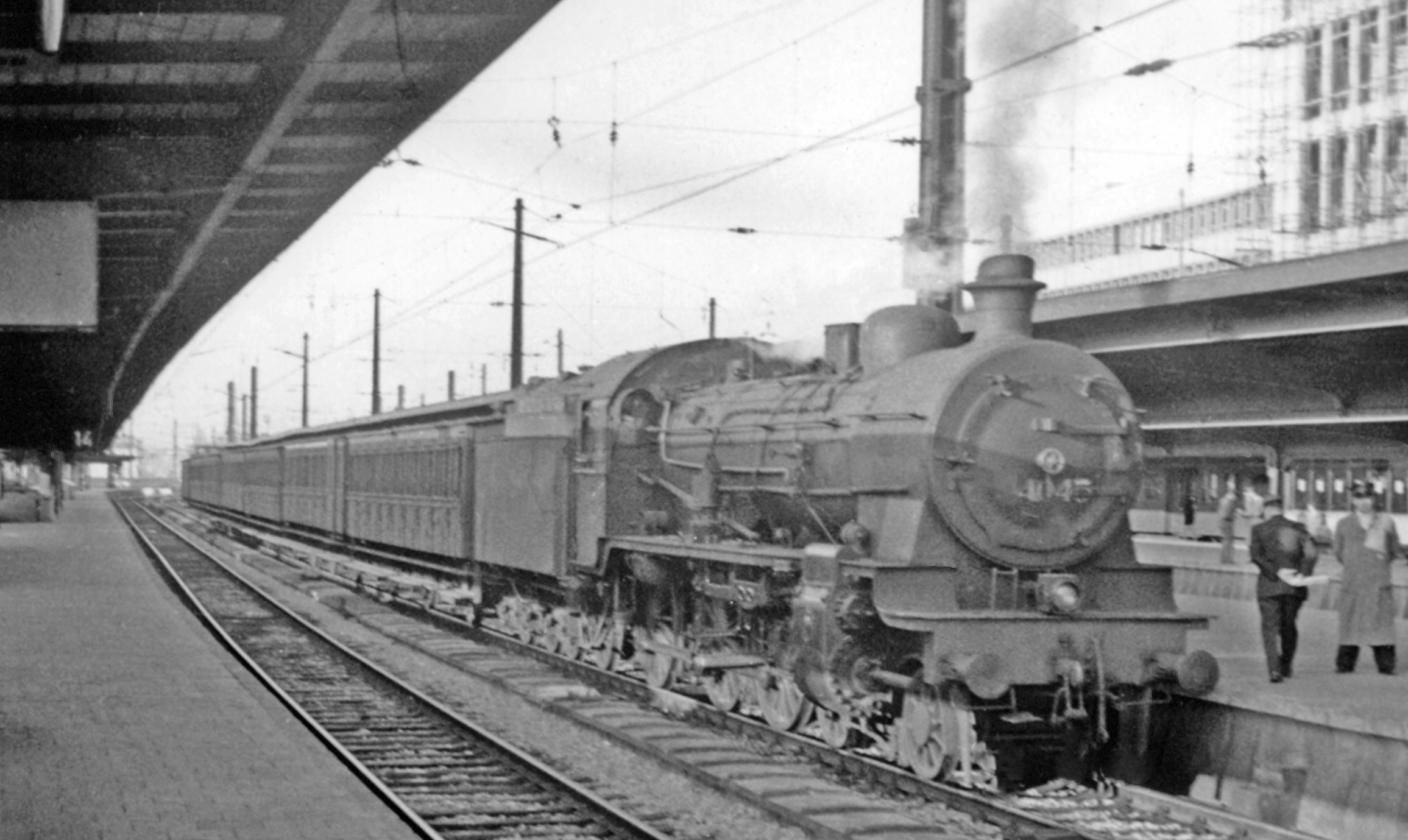
Stoomtrein met GCI-rijtuigen in station Brussel-Zuid, 1957

## Beschrijving
GC was een Frans- en Nederlandstalige afkorting voor Grote Capaciteit, verwijzend naar de relatief grote capaciteit van rond de 96 zitplaatsen (in de derde klasse). Wegens de lengte van bijna 13 meter en het gewicht van 19,5 ton waren de rijtuigen geen tweeassers zoals hun voorgangers, maar waren de houten wagenbakken op een drieassig stalen onderstel gebouwd om de asdruk te reduceren. Een deel van de rijtuigen had aan een of beide uiteinden een klein open balkon. Elk compartiment (coupé) had eigen zijdeuren en over de gehele lengte van het rijtuig liepen treeplanken aan beide zijden. De rijtuigen 1e en 2e klasse hadden zes compartimenten, de rijtuigen 3e klasse acht bij dezelfde rijtuiglengte, zodat het zitcomfort daar geringer was. Elk compartiment had houten zwaaideuren naar buiten en houten schuifdeuren in het interieur. 
Vanaf 1901 werd een interne midden- of zijgang toegevoegd, waardoor het personeel zich tussen coupés kon verplaatsen zonder tijdens het rijden buitenom via de treeplanken en compartimentsdeuren van het rijtuig te moeten klimmen. Het betekende een beperking van het aantal zitplaatsen van 96 tot 80. Men kon van het ene rijtuig naar het andere overstappen door middel van houten kopdeuren en ijzeren voetovergangen. Hierbij werd de letter I aan de typebenaming toegevoegd, staande voor Intercirculation (Nederlands: binnencirculatie), zodat dit materieel vooraan GCI heette.

## Aantallen
De rijtuigen werden van 1890 tot 1911 geleverd; een aantal bijbehorende bagagerijtuigen is tot in 1921 gebouwd. In totaal zijn door tal van Belgische treinfabrikanten 2876 rijtuigen afgeleverd aan de Chemins de fer de l'État Belge. Vanaf 1926 waren zij eigendom van de toen opgerichte Nationale Maatschappij der Belgische Spoorwegen (NMBS). De laatste rijtuigen werden in 1965 uit de reguliere dienst genomen.

## Tweede leven
Verreweg de meeste rijtuigen zijn gesloopt. Een klein deel van de vloot heeft een tweede leven gekregen als museummaterieel. Toen de NMBS in 1973 de nog resterende exemplaren van de hand deed, maakten diverse toeristische spoorwegen daar gebruik van. Het spoorwegmuseum Train World in station Schaarbeek bezit een exemplaar en ook zijn GCI-rijtuigen aanwezig bij de Chemins de Fer à Vapeur des 3 Vallées en de Stoomspoorlijn Dendermonde-Puurs, in Nederland bij het Museum Buurtspoorweg en in Luxemburg bij Train 1900. Ook bij de Stoomtrein Goes - Borsele hebben van 1973 tot 1985 GCI-rijtuigen dienstgedaan, waarvan enkele zijn verkocht aan de CFV3V.
| NMBS-nummer | Fabriek                                   | Bouwjaar | In dienst bij                | Opmerking                                                                           | Afbeelding |
| ----------- | ----------------------------------------- | -------- | ---------------------------- | ----------------------------------------------------------------------------------- | ---------- |
| 96638       |                                           |          | CFV3V                        |                                                                                     |            |
| AB 91854    | SA des Forges et Ateliers de Seneffe      | 1908     | MBS AB49                     | Rijtuig 2e klasse met een compartiment 1e klasse 1 open balkon Ongerestaureerd      |            |
| 91001       |                                           | 1921     | Train World                  |                                                                                     |            |
| AD 91900    | Ragheno                                   | 1921     | Train 1900                   | 1 open balkon                                                                       |            |
| 91919       |                                           |          | CFV3V                        |                                                                                     |            |
| B 94539     | Charles Allard Chatelineau                | 1908     | Train 1900                   |                                                                                     |            |
| 94806       | La Brugeoise et Nicaise & Delcuve         | 1914     | CFV3V                        | 1 open balkon                                                                       |            |
| 95572       | Compagnie Centrale de Construction        | 1910     | CFV3V                        | 1 open balkon                                                                       |            |
| 95613       | Ateliers de Nivelles                      |          | CFV3V                        |                                                                                     |            |
| C 95703     | Compagnie Centrale de Construction        | 1910     | MBS C46                      | 1 open balkon                                                                       |            |
| B 96544     | Ragheno                                   | 1904     | Train 1900                   |                                                                                     |            |
| C 96626     |                                           |          | Stoomtrein Dendermonde-Puurs | gerestaureerd                                                                       |            |
| C 96556     |                                           |          | Stoomtrein Dendermonde Puurs | wordt gerestaureerd (2022)                                                          |            |
| C 96669     |                                           |          | Stoomtrein Dendermonde-Puurs | Ongerestaureerd                                                                     |            |
| C 96704     | Les Ateliers du Roeulx                    | 1909     | MBS C47                      |                                                                                     |            |
| 96715       |                                           |          | CFV3V                        |                                                                                     |            |
| C 96819     | Ragheno                                   | 1905     | MBS C48                      |                                                                                     |            |
| D 98789     | Ateliers de Monceau-sur-Sambre A. Germain | 1921     | MBS D58                      | Bagagerijtuig 1 open balkon en dakkoepel Voormalig nummer GCI 40465 Ongerestaureerd |            |
| 99132       | Atelier Germain                           | 1921     | CFV3V                        | Bagagerijtuig 1 open balkon en dakkoepel                                            |            |